# Ngọc Sơn (ca sĩ)
Phạm Ngọc Sơn (sinh ngày 26 tháng 11 năm 1968), thường được biết đến với nghệ danh Ngọc Sơn, là một nam ca sĩ kiêm nhạc sĩ người Việt Nam. Ông được biết đến với biệt danh là "Ông hoàng nhạc sến" hay "Michael Ngọc Sơn".

## Sự nghiệp
Ngọc Sơn có tên khai sinh là Phạm Ngọc Sơn, sinh năm 1968 tại quê mẹ ở Đồ Sơn, Hải Phòng, nhưng quê cha ở Quảng Nam. Chính vì điều này nên ban đầu khi mới nổi tiếng, nhiều người nhầm lẫn Ngọc Sơn là người gốc Hải Phòng, tuy nhiên ông là người gốc Quảng Nam. Cha là Phạm Ngọc Thanh, hiệu trưởng trường Sinh viên miền Nam thời kỳ kháng chiến, đồng thời là trưởng đoàn văn công Quân khu 5. Ngọc Sơn sống trong gia đình có 4 anh chị em: chị Thu Hiền, Ngọc Sơn, Ngọc Hải và Ngọc Hà (sinh năm 1974).
Năm 1975, Ngọc Sơn theo bà vào Đà Nẵng. Năm 1977, anh vào Bạc Liêu sinh sống. Mãi đến năm 1987, Ngọc Sơn lên Thành phố Hồ Chí Minh và học trường Nghệ thuật Sân khấu 2. Hai năm sau, ông chuyển sang học thanh nhạc dân tộc và bước chân vào con đường sân khấu âm nhạc chuyên nghiệp. Ông lập tức trở thành hiện tượng thu hút khán giả bằng những sáng tác đầu tay như Lòng mẹ, Giận hờn, Nhớ về em... Đỉnh điểm là tại Liên hoan ca múa nhạc nhẹ toàn quốc 1989 tại Nha Trang, với nhiều ca sĩ nổi tiếng cùng tham gia, Ngọc Sơn đã trở thành hiện tượng lớn nhất của kỳ Liên hoan này. Ông tham gia với tư cách đại diện cho Đoàn Ca múa Minh Hải. Với bài hát Thuyền và biển, anh gây sửng sốt cho giám khảo, khán giả và đồng nghiệp. Ngoài danh hiệu Ngôi sao Nhạc nhẹ, Ngọc Sơn là ca sĩ duy nhất được trao thêm giải thưởng "Ca sĩ được khán giả yêu thích nhất". Từ đây, ông được các hãng băng nhạc săn đón, các bài hát được sáng tác từ lúc mới đi hát những năm 87 - 88 được ông giới thiệu và nhanh chóng trở thành những bài hit.
Năm 1990, từ chương trình Gala 90, với bài hát "Lòng mẹ" do chính ông sáng tác, Ngọc Sơn trở thành cái tên số một với khán giả miền Bắc. Năm 1991, tại Cuộc thi đơn ca nhạc nhẹ chuyên nghiệp toàn quốc, Ngọc Sơn giành giải Nhì. Hàng loạt giải thưởng danh giá cùng những thành công liên tiếp trên sân khấu biểu diễn và băng đĩa giúp Ngọc Sơn trụ vững chắc ở vị trí ca sĩ ăn khách nhất Việt Nam những năm đó. Cho đến nay, các hãng đĩa vẫn nhắc đến tên Ngọc Sơn như một trong những ca sĩ có lượng băng đĩa bán ra nhiều nhất ở Việt Nam vào những năm thập niên 1990.
Ngày 6 tháng 9 năm 2014, Ngọc Sơn tổ chức buổi trình diễn "Dấu Ấn 13", được đông đảo người hâm mộ ủng hộ và được tường thuật trực tiếp trên sóng kênh VTV9 Đài Truyền hình Việt Nam.
Ngày 12 tháng 9 năm 2018, Ngọc Sơn thưởng nóng 250 triệu đồng cho U23 Việt Nam.

## Đời tư
Ngọc Sơn thường xuyên có những hoạt động từ thiện ý nghĩa như phát tiền, phát gạo và quà tới người nghèo trong mỗi dịp sinh nhật. Ông đã thực hiện công việc này đều đặn trong khoảng 15 năm qua. Thành thông lệ, khoảng 26 tháng 11 hàng năm, người dân lại kéo tới rất đông để nhận quà từ thiện. Ông cũng chia sẻ nguyện vọng bán căn biệt thự trăm tỷ để quyên góp vào quỹ từ thiện và chỉ giữ lại một khoản nhỏ cho bản thân.
| “          | Mỗi lần người ta nói về Ngọc Sơn là nói tôi ăn chơi trác táng, bị bắt tại chỗ vì cởi quần cởi áo, mang bao cao su, tham gia tiệc thác loạn. Tôi khẳng định chuyện đó là sai sự thật. | ” |
| — Ngọc Sơn | |   |

Năm 1992, Ngọc Sơn bị bắt và kết án 8 tháng tù vì tội "được trả tiền nhiều để hát những ca khúc chưa được cấp phép".
Năm 2000, Ngọc Sơn đã đúc tượng của chính mình đặt trước sân nhà. Nam ca sĩ cho biết pho tượng có giá 1.000 cây vàng và chưa ai trên thế giới từng có. Năm 2006, chính quyền buộc Ngọc Sơn phải gỡ bức tượng này xuống vì có tin đồn rằng bức tượng chảy nước mắt.
Năm 2006, ông cho in nhiều tờ poster tuyên truyền "8 điều chân tình của Ngọc Sơn" với kiểu ngữ pháp tương tự như "14 điều răn của Phật", trong đó có những câu: "Đạo đức nhất của con người là tôn trọng chữ hiếu", "Khó khăn nhất của con người là chiến thắng chính mình"... Tuy nhiên 20.000 tấm poster được in ra và phát miễn phí để tuyên truyền lại trở thành trung tâm của nhiều sự châm biếm khi anh để hình mình mặc áo thun ba lỗ ở kế bên những dòng chữ đó.
Ngày 19 tháng 3 năm 2007, Ngọc Sơn đã ký vào đơn hiến xác cho y học.
Năm 2008, một đoạn clip được tung lên mạng được cho là của Ngọc Sơn và Duy Mạnh. Trong clip, Ngọc Sơn đã có những hình ảnh không đẹp về việc chat qua Paltalk.
Năm 2013, Ngọc Sơn tuyên bố đã mua bảo hiểm trinh tiết đời trai 1 triệu USD. Là nam nghệ sĩ dính nhiều tai tiếng liên quan đến giới tính nhưng Ngọc Sơn khẳng định mình là người rất nghiêm túc trong chuyện tình yêu và hôn nhân. Ngọc Sơn chia sẻ, việc ông bỏ số tiền lớn để mua bảo hiểm trinh tiết thể hiện quan điểm chỉ trao cho người xứng đáng nhất và duy nhất.
Em trai Ngọc Sơn là Ngọc Hải vốn từng là ca sĩ ăn khách ở Việt Nam qua chuỗi băng ca nhạc VHS Mưa bụi vào thập niên 1990, nhất là khi song ca với nữ ca sĩ Thạch Thảo. Về sau Ngọc Hải bỏ ca hát và chuyển nghề sang làm kinh doanh và có được nhiều thành công.

## Sáng tác
Danh sách này không đầy đủ, bạn cũng có thể giúp mở rộng danh sách.
1. Anh muốn nói
2. Anh number one
3. Anh không muốn xa em
4. Anh vẫn một mình
5. Ấm lại vòng tay
6. Bạc tình
7. Bên sông nhớ người
8. Bến đò chiều mưa
9. Biết nói gì đây
10. Có yêu không
11. Cha tôi
12. Chào năm mới tuyệt vời
13. Chuyến đò dang dở
14. Chuyện chúng mình
15. Đam mê
16. Đạo làm con
17. Đêm buồn phố thị (Ngọc Hải)
18. Đêm cuối (Thanh Sơn & Ngọc Sơn)
19. Đêm yêu đương
20. Được thời lên hương
21. Đừng
22. Đường tới vinh quang
23. Điều anh muốn nói
24. Em ơi vui lên
25. Em đi bỏ dòng sông
26. Gánh tương tư
27. Gái quê
28. Giận hờn 1
29. Giận hờn 2 (Ngọc Hải)
30. Giờ tôi đã biết
31. Giấc mơ hồng
32. Hạnh phúc trăm năm
33. Hát cho người ra đi
34. Hình bóng cha già
35. Hoan hô Việt Nam
36. Hướng về miền Trung
37. Hỡi người tình
38. Kẻ trắng tay
39. Không lạ đâu em
40. Khúc tình nồng
41. Khoảng trời tôi yêu
42. Lệ tình
43. Lòng mẹ 2
44. Lỡ yêu
45. Lời nói dối cuối cùng
46. Lời tỏ tình dễ thương
47. Lời tỏ tình dễ thương 2
48. Lời tỏ tình ong bướm
49. Lời chân tình đắng cay
50. Mambo yêu thương
51. Mắt lệ tình sầu
52. Mơ tình
53. Một giấc mơ buồn
54. Mưa bụi ngày xưa
55. Mưa trên phận người
56. Mẹ nghèo
57. Men tình đau
58. Mến thương
59. Nếu có yêu tôi
60. Nếu em muốn ra đi
61. Nước mắt mẹ hiền
62. Nghẹn lời
63. Nghệ An trong trái tim tôi
64. Người em năm cũ
65. Người ơi hãy trở về
66. Những đêm lạnh giá
67. Nhớ cha
68. Nhớ về em
69. Nhớ em đêm nay
70. Nụ cười biệt ly
71. Phố vắng bóng quen
72. Phũ phàng
73. Quảng Bình tôi yêu
74. Ru lại tình gần
75. Sài Gòn Ca
76. Sến
77. Tâm sự người tài xế
78. Tại sao
79. Tất cả cho tình yêu
80. Thà cô đơn
81. Thứ Bảy chiều nay
82. Thương người nông dân
83. Thương nhớ
84. Thương quá quê hương
85. Thiên đường tình yêu
86. Tiền
87. Tình cha
88. Tình cha 2
89. Tình mẹ
90. Tình mẫu tử
91. Tình dại khờ
92. Tình đời 2
93. Tình bạn
94. Tình phụ tử
95. Tôi yêu bóng đá
96. Tôi không muốn nói lời từ biệt
97. Trái tim khô
98. Trái tim chung tình
99. Trả lại tình em
100. Trọn đời yêu em
101. Vĩnh biệt tình em
102. Vòng tay lỡ làng
103. Vầng trăng cô đơn
104. Vầng trăng cô đơn 2
105. Về thăm mẹ
106. Xin đừng giận nhau
107. Xin em đừng khóc
108. Yêu dân tộc Việt Nam
109. Yêu em
110. Yêu nhau đi
111. Yêu mãi Ninh Bình
112. Yêu thầm

## Chương trình truyền hình
- Thí sinh The Mash Up - Hoán chuyển bất ngờ 2016 với Phan Mạnh Quỳnh
- Giám khảo Hãy nghe tôi hát
- Giám khảo Thần tượng Bolero (mùa 2 và mùa 3)
- Giám khảo Ai sẽ thành sao
- Giám khảo khách mời của nhiều chương trình: Hãy nghe tôi hát, Thần tượng Bolero (mùa 1), Bài hát hay nhất - Big Song Big Deal…[18]
- Khách mời của nhiều chương trình: Ký ức vui vẻ, Ơn giời cậu đây rồi!, Siêu bất ngờ,..
- Và một số chương trình khác

## Sân khấu
- Vai Trần Bình Trọng trong tuồng cải lương Trần Nhân Tông năm 2006.
- Vai Trần Minh trong tuồng cải lương Bên cầu dệt lụa năm 2013.
- Vai cậu quý tử trong tiểu phẩm Thày bói gả con, NSND Thanh Tòng dàn dựng năm 2016.

## Điện ảnh
| Niên đại | Nhan đề               | Vai diễn        | Ghi chú                                                                                               |
| -------- | --------------------- | --------------- | --- |
| 1990     | Sao phượng còn buồn   | Đàn anh du đãng | Xí nghiệp Saigon Audio-Video phối hợp Công ty Phát hành phim và Chiếu bóng TP HCM Đạo diễn Phan Hoàng |
| 1992     | Vua lửa               | ?               | Hãng phim truyện I Đạo diễn Huy Thành                                                                 |
| 1994     | Sóng tình             | ?               | Hãng phim Bến Nghé Đạo diễn Lý Sơn                                                                    |
| 1999     | Cát bụi hè đường      | Đại Bàng Lửa    | Hãng phim truyện Việt Nam - Xưởng phim Thanh thiếu niên Đạo diễn Khánh Dư                             |
| 2015     | Hi sinh đời trai      | Ca sĩ phòng trà | BHD Đạo diễn Lưu Huỳnh                                                                                |
| 2024     | B4S – Trước giờ "Yêu" | Ca sĩ Ngọc Sơn  | CJ CGV Đạo diễn Tùng Leo, Michael Thái, Huỳnh Anh Duy                                                 |